# Crespano del Grappa
Crespano del Grappa – miejscowość i gmina we Włoszech, w regionie Wenecja Euganejska, w prowincji Treviso.
Według danych na rok 2004 gminę zamieszkiwało 4216 osób, 248 os./km².